# Ahmad ibn Muhammad abu Yafar al-Gafiqi

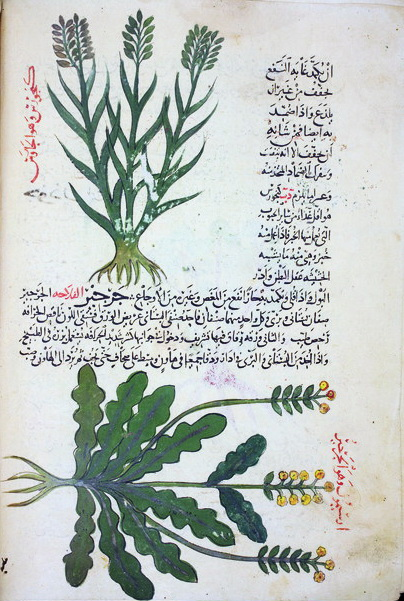
Página del herbario de Abū Jaʿfar al-Ghāfiqī

Ahmad ibn Muhammad abu Yafar al-Gafiqi (? - 1166) fue un médico y botánico andalusí del siglo XII.
Escribió la enciclopedia médico-botánica titulada Kitab al-adwiya al-mufrada (Libro de medicamentos simples) compilando los saberes de la Farmacología árabe. De esta obra se han conservado códices en Estambul, El Cairo, Rabat u Oxford. Las fuentes de la obra están rigurosamente citadas en su libro, y entre los autores que manejó se encuentran Dioscórides, Galeno, Pablo de Egina, Masaryawayh, Bajisthu -uno de los médicos de Harun ar Rashid-, Hunayn ibn Ishaq, Al-Kindi, Abu Hanifa ad Dinawarí, Ar-Razi, Ibn al Yazzar, Ibn Yulyul, Ibn Samyun o Ibn Wafid, entre otros; si bien la línea principal de su medicina sigue a Dioscórides y Galeno.
A Al-Gafiquí se atribuyen otras dos obras, el Libro de las fiebres y de los tumores y el Libro del rechazo de todos los daños que afectan al cuerpo. Su influjo sobre la medicina posterior fue decisivo, hasta el punto de que Ibn al-Baytar copió abundantes partes del tratado de al-Gafiquí en su Gran colección de alimentos y medicamentos simples.
La obra de Al-Gafiquí fue estudiada por Ibn Abi Usaybia. La Farmacología médica andalusí se resume en la obra de Al-Gafiquí quien, a partir de Dioscórides y Galeno, pasa por Hunayn ibn Ishaq y llega a al-Ándalus con los trabajos de los judíos Hasdai ibn Shaprut e Ibn Buqlaris. Según Meyerhof, quien ha traducido parte de su obra, Al Gafiquí es «el más grande de los sabios en Farmacología y Botánica entre los médicos de la Edad Media islámica».